# At Shelly’s Manne-Hole
At Shelly’s Manne-Hole (полное название — Bill Evans Trio at Shelly’s Manne-Hole, Hollywood, California) — концертный альбом американского джазового пианиста Билла Эванса, выпущенный в 1963 году как его последняя запись для лейбла Riverside. В состав трио вошли Чак Израэлс, который заменил Скотта ЛаФаро на контрабасе осенью 1961 года, и Ларри Банкер на ударных, который присоединился к реформированному трио после ухода Пола Мотиана. Дополнительные восемь номеров, записанных во время выступления трио в мае 1963 года в Shelly’s Manne-Hole, были выпущены в альбоме Time Remembered.

## Приём
| Оценки критиков                      | Оценки критиков |
| Источник                             | Оценка          |
| ------------------------------------ | --------------- |
| Allmusic                             | [ 3 ]           |
| The Rolling Stone Jazz Record Guide  | [ 4 ]           |
| The Penguin Guide to Jazz Recordings | [ 5 ]           |

В статье для Allmusic музыкальный критик Дэниел Джоффре написал об альбоме: «Этому конкретному трио, возможно, не хватает той взрывной силы, которая есть у более известного состава, но оно, если это возможно, даже более чувствительное, меланхоличное и ностальгическое, чем предыдущая группа… Джаз редко бывает таким же чувствительным или таким же мелодичным, как этот. Ещё одна классика от Билла Эванса и компании».

## Список треков
1. «Isn’t It Romantic?» (Ричард Роджерс, Лоренц Харт) — 4:37
2. «The Boy Next Door» (Хью Мартин, Ральф Блейн) — 5:22
3. «Wonder Why» (Николас Бродский, Сэмми Кан) — 5:15
4. «Swedish Pastry» (Барни Кессел) — 5:45
5. «Love Is Here to Stay» (Джордж Гершвин, Айра Гершвин) — 4:46
6. «'Round Midnight» (Телониус Монк) — 8:54
7. «Stella by Starlight» (Виктор Янг, Нед Вашингтон) — 4:57
8. «All the Things You Are» (Джером Керн, Оскар Хаммерстайн II) — 8:44
9. «Blues in F» (Чак Израэлс) — 5:44

«All the Things You Are» не входила в оригинальный альбом. Впервые она была выпущена на цифровом ремастированном компакт-диске 1989 года в качестве бонус-трека. В более поздних изданиях песня была последним треком альбома.

## Музыканты
- Билл Эванс — фортепиано
- Чак Израэлс — контрабас
- Ларри Банкер — барабаны